# Pi Hydrae
Désignations
Pi Hydrae (π Hya / π Hydrae) est une étoile géante de la constellation de l'Hydre. Sa magnitude apparente est de 3,28.
Pi Hydrae est une étoile géante rouge de type spectral K2-IIIFe-0,5 située à environ 101 années-lumière de la Terre.